# USS Akron (ZRS-4)
Pour les articles homonymes, voir Akron.
L’USS Akron (ZRS-4) est un dirigeable rigide rempli à l'hélium, qui appartenait à la Marine des États-Unis. Il s'est écrasé au large de la côte du New Jersey le 4 avril 1933, tuant 73 membres d'équipage et passagers. Pendant son service, ce dirigeable a servi de dirigeable porte-avions, lançant notamment des avions biplaces F9C Sparrowhawk.
Sa longueur de 239 mètres (784 pieds) n'était inférieure que de 6 m à celle du Hindenburg. Avec son sistership le USS Macon (ZRS-5), ils furent parmi les objets volants les plus vastes du monde et les plus grands dirigeables à hélium de tous les temps.

## Construction et financement
La construction du ZRS-4 débuta le 31 octobre 1929 dans les hangars de construction de Goodyear (les Goodyear Airdock qui sont aujourd'hui des monuments historiques situés à Akron (Ohio) par la société Goodyear-Zeppelin Corporation.
Le 7 novembre 1931, le contre-amiral William A. Moffett, chef du Bureau of Aeronautics, fixa le « rivet d'or » (équivalent de la première pierre posée dans l'angle de l'édifice) de l'appareil sur l'anneau principal de sa structure. L'assemblage des éléments principaux de la coque débutèrent en mars 1930.
Le 10 mai, le secrétaire d'État à la Marine Charles Francis Adams III choisit le nom Akron et son Sous secrétaire d'état de la marine Ernest Lee Jahncke, l'annonça quatre jours plus tard, le 14 mai 1930.
Achevé, l'Akron pouvait embarquer 20 000 gallons US de gazole, qui lui donnaient une autonomie de 10 500 milles marins (19 446 km). Huit moteurs diesels furent montés à l'intérieur de la coque. Chaque moteur entrainait un propulseur à hélices à deux pales, par l'entremise d'un cardan orientable. Les propulseurs pouvaient ainsi passer de l'état vertical à l'état horizontal (et ainsi diriger la propulsion vers l'ascension, la descente ou la navigation horizontale).
Le 8 août 1931, l'Akron fut baptisé par madame Lou Henry Hoover, première dame des États-Unis, épouse du président des États-Unis, Herbert Clark Hoover. L' Akron réalisa son vol d'inauguration dans l'après-midi du 23 septembre, dans la zone de Cleveland, avec à son bord le secrétaire d'état à la marine Adams et le contre-amiral Moffett.
Le dirigeable réalisa ensuite huit vols supplémentaires, principalement au-dessus du lac Érié, mais aussi un peu plus loin, survolant Détroit, Milwaukee, Fort Wayne, et Columbus.
Le vol de livraison à la station aérienne de la marine des États-Unis (Naval Air Station, NAS) à Lakehurst, eut lieu le 27 octobre, avec le lieutenant commandeur Charles E. Rosendahl aux commandes.

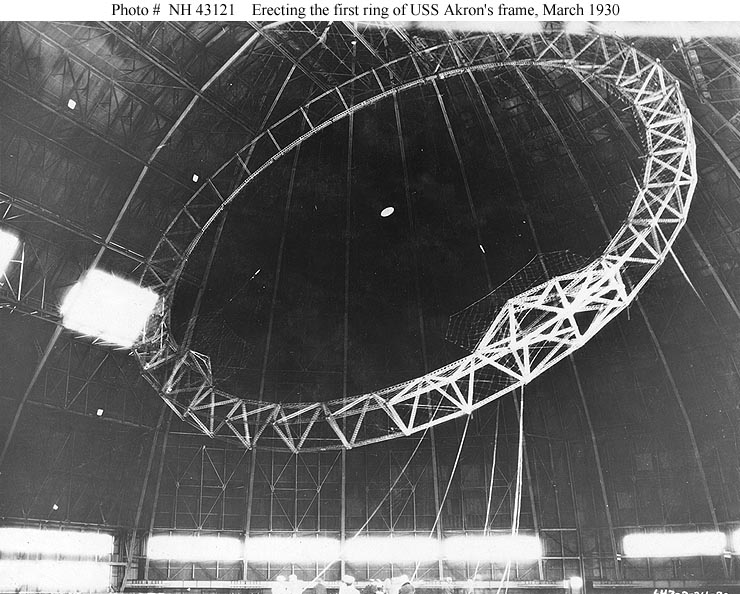
Le premier anneau du fuselage.
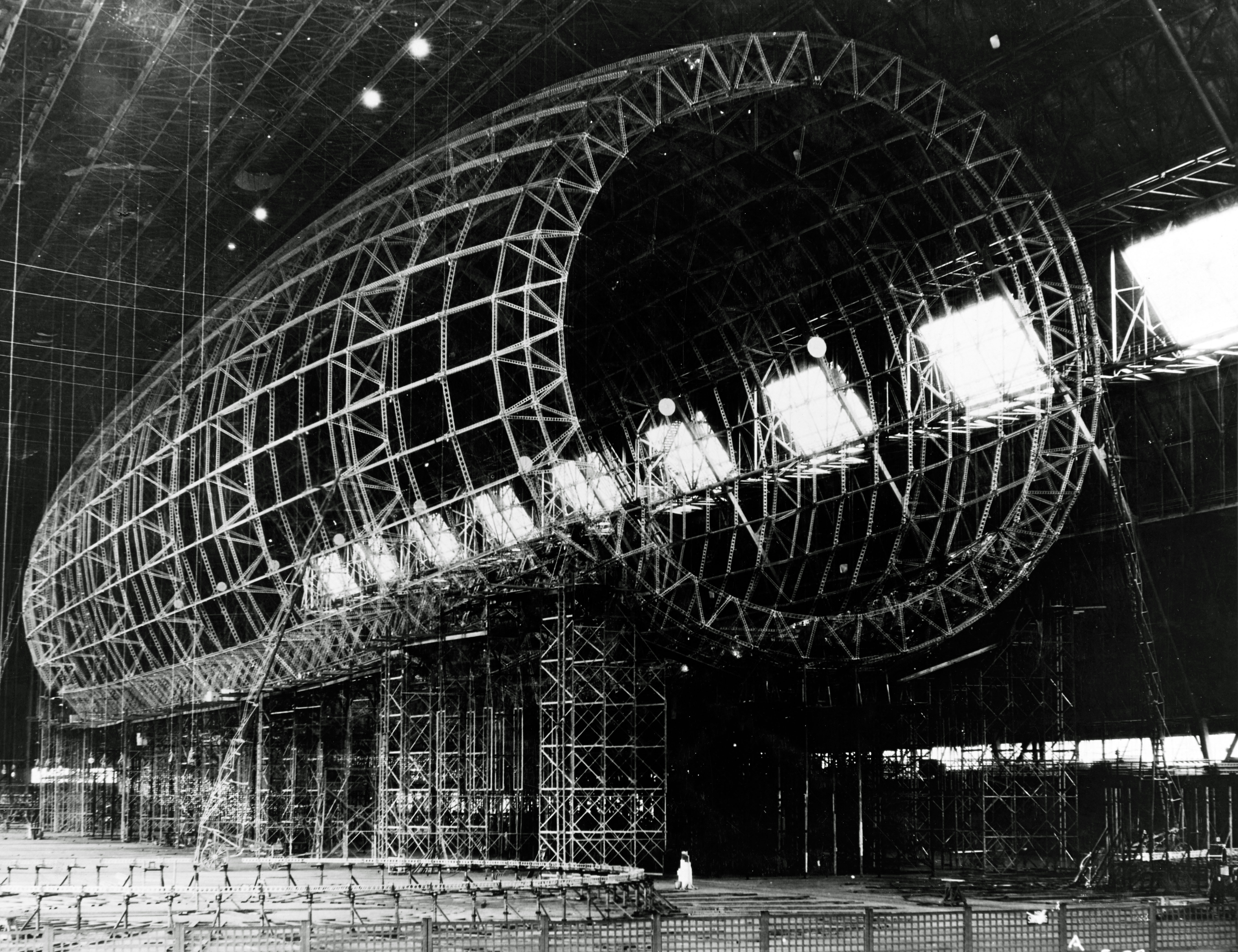
Pendant la construction.
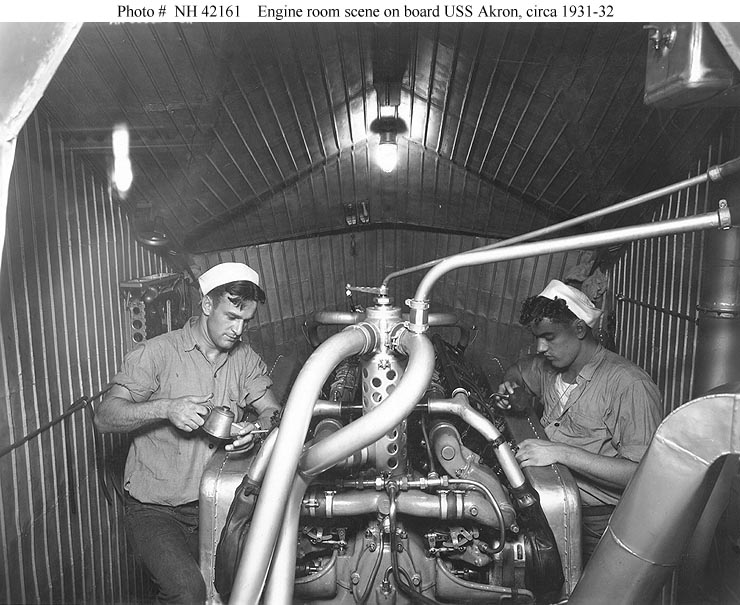
Moteur de l'Akron.
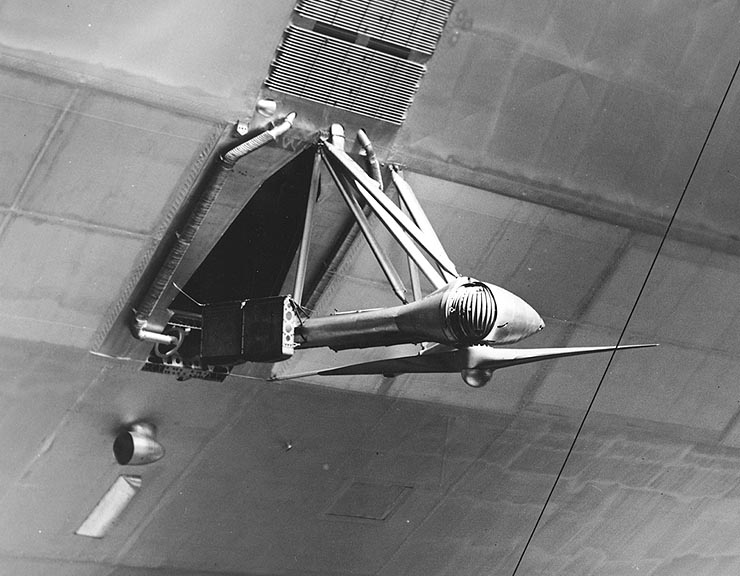
Une des hélices de l'Akron.

## Voyage inaugural
Le 2 novembre 1931, l'Akron entame son voyage de baptême en tant que vaisseau en service commandé pour la marine des États-Unis. Ce vol consistera en une croisière le long de la côte est des États-Unis, jusqu'à Washington. Durant les semaines qui suivirent, le dirigeable réalisa une série de vols totalisant 300 heures de vol. Au cours de ces essais l'Akron réalisa un vol d'endurance de 46 heures, qui consista en un aller-retour vers Mobile. Le retour passa par les vallées du Mississippi et le fleuve Ohio.

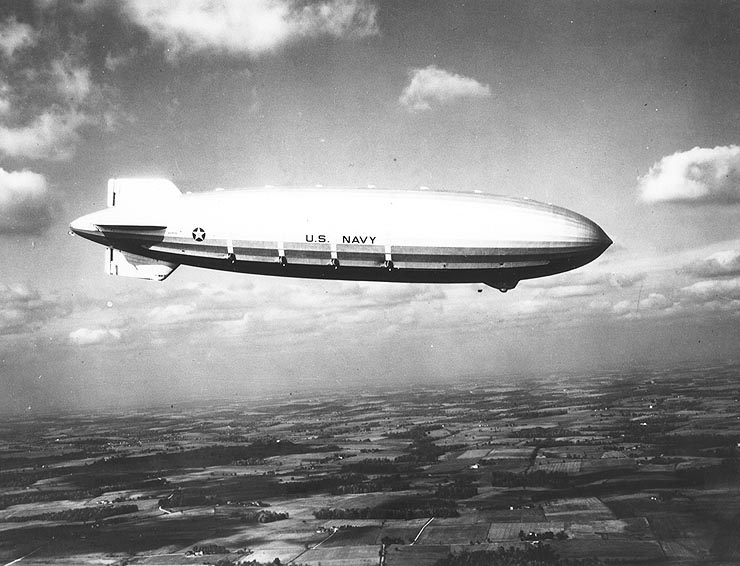
L'Akron lors de son voyage de baptême, le 2 novembre 1931. On voit ici 4 des hélices de propulsion. La cabine de contrôle et d'urgence arrière est visible dans la dérive basse.

## Participation à un exercice de recherche, janvier 1932
Le matin du 9 janvier 1932, l'Akron fut autorisé à participer à un exercice de recherche avec la flotte de reconnaissance des États-Unis. Cet exercice qui se tenait le long de la côte de la Caroline du Nord, consistait à trouver un groupe de destroyers de retour de la baie de Guantánamo. Après les avoir localisés, le dirigeable les suivit à distance et secrètement, tout en rapportant leurs mouvements.
Le lendemain, la même opération fut menée au sud, près de la côte de la Caroline du Nord. La localisation eut lieu à 7 h 21. Mais le mauvais temps empêcha la poursuite des destroyers (le contact fut perdu à 12 h 40). Ces derniers localisèrent par ailleurs le dirigeable qui aurait dû rester selon les termes de sa mission, en état de furtivité.
L'Akron a alors changé de cap, et poursuivi sa course vers les Bahamas qu'il a rejoints en fin d'après-midi. Il profita de la nuit pour modifier légèrement sa trajectoire et avant minuit fit route vers le sud-est.
Finalement, le 11 janvier à 9 h 8, l'Akron parvint à repérer la lumière du croiseur USS Raleigh et localisa une douzaine de destroyers sur la ligne d'horizon, à l'est, deux minutes plus tard. Après avoir localisé un second groupe de destroyers, l'Akron fut relevé de sa mission à 10 h. Ce premier test de détection d'une flotte par le dirigeable fut qualifié de « réussite ».
L'historien Richard K. Smith affirme dans son étudeThe Airships Akron and Macon que compte tenu de la météo, de la durée du vol, d'une traque de plus de 3 000 km, des déficiences du matériel, et du caractère rudimentaire de la navigation aérienne à cette époque, l'Akron réalisa une performance tout à fait remarquable. Selon lui, aucun avion militaire disponible en 1932 n'aurait pu réaliser une telle performance, en travaillant dans les mêmes conditions.

## L'accident du 22 février 1932

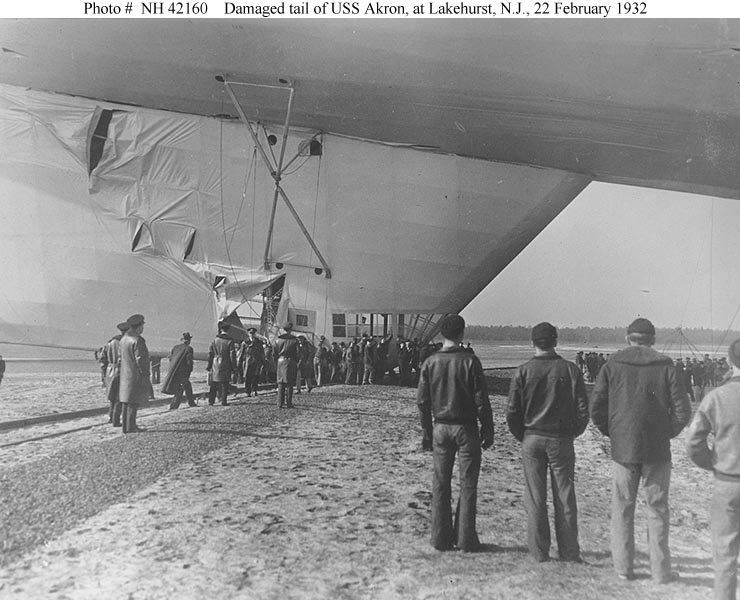
L'accident survenu sur l'Akron le 22 février 1932. On voit nettement comment il a été plaqué au sol sous l'effet du vent.

L'Akron devait prendre part à l'exercice naval Fleet Problem XIII, mais un accident survenu à Lakehurst le 22 février 1932 rendit sa participation impossible. Alors que le dirigeable était en train d'être extrait du hangar, sa queue perdit ses amarres, et fut plaquée au sol sous l'effet du vent. La majeure partie des avaries fut limitée à la dérive inférieure, mais des réparations étaient indispensables avant que l'appareil puisse reprendre son service. Par ailleurs, les appendices destinés à la manœuvre au sol avaient été arrachés. Ces éléments vitaux devaient eux aussi être réparés. Ce ne sera donc qu'au printemps que l'Akron sera de nouveau en état de naviguer et disponible pour le service. Le 28 avril, le dirigeable reprend son vol sous le commandement de l'amiral Moffett et avec pour passager le ministre de la marine Adams. Ce vol dura neuf heures.

## Expériences et tests sur le «panier espion»
Presque immédiatement après être revenu à Lakhurst, et avoir débarqué son prestigieux passager, l'Akron redécolla pour conduire une campagne de test d'un équipement original intitulé le « panier espion ». Ce panier ingénieux consistait en une petite partie amovible du fuselage suspendue sous le dirigeable, et qui permettait à un observateur posté à l'intérieur de regarder sous les nuages dans lesquels le dirigeable serait lui-même resté dissimulé. Il s'agissait d'augmenter encore les capacités furtives de l'appareil. Le dispositif s'est révélé terriblement instable, se balançant d'un côté à l'autre de l'aéronef, sous le regard inquiet de l'équipage de l'Akron. Après cette expérience, il ne fut plus jamais essayé. Un panier espion similaire a été installé sur le sistership Macon de l'Akron.
Le même système était utilisé pendant la Première Guerre mondiale sur les dirigeables allemands.

## Utilisation expérimentale en tant que dirigeable porte-avions

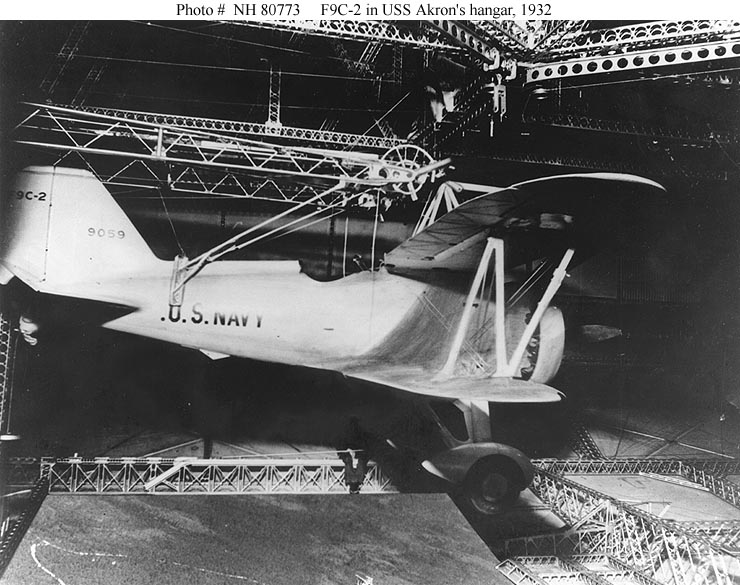
F9C Sparrowhawk Accostage sur un trapèze de l'Akron en mai 1932.

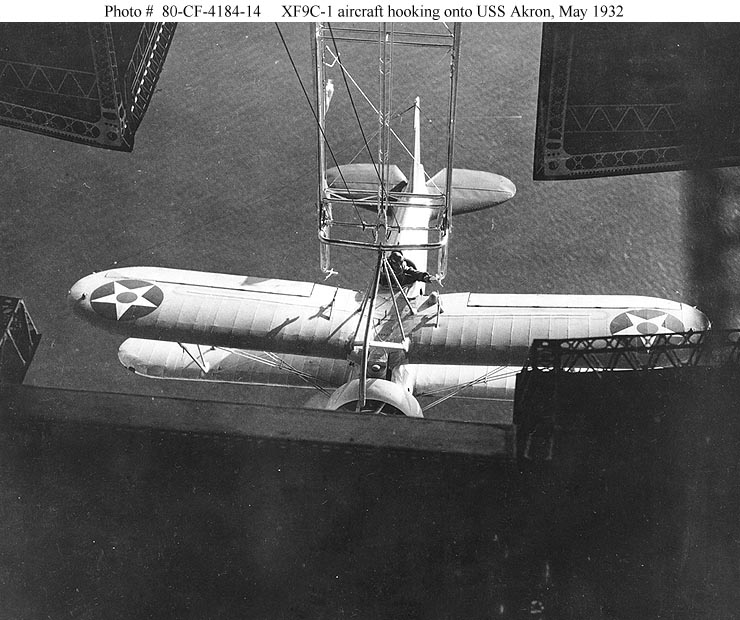
F9C Sparrowhawk Accrochage réussi sur un trapèze de l'Akron en mai 1932.

L'Akron et son sister-ship le Macon furent utilisés en tant que dirigeables porte-avions, capables d'emporter des avions parasites utilisés pour la reconnaissance.
Le 3 mai 1932, alors que l'Akron patrouillait le long des côtes du New Jersey avec le contre-amiral George C. Day, à cette époque président de l'organisation d'inspection des matériels de la marine américaine (le Board of Inspection and Survey), on testa pour la première fois l'installation de largage et de récupération des appareils embarqués : le « trapèze ». Les pilotes qui réalisèrent cet amarrage historique étaient les lieutenants Daniel W. Harrigan et Howard L. Young. Ils utilisèrent deux appareils : en premier le Consolidated N2Y puis le Curtiss XF9C-1 Sparrowhawk.
Pendant les jours qui suivirent, l'Akron réalisa d'autre vols de démonstration dans sa configuration de porte-avion, avec à bord des députés observateurs, membres de la Commission des affaires navales de la Chambre des Représentants (House Committee on Naval Affairs). À l'occasion de ces démonstrations, les mêmes pilotes présentèrent aux députés de nombreuses démonstrations illustrant la capacité de l'Akron à emporter et utiliser des avions.

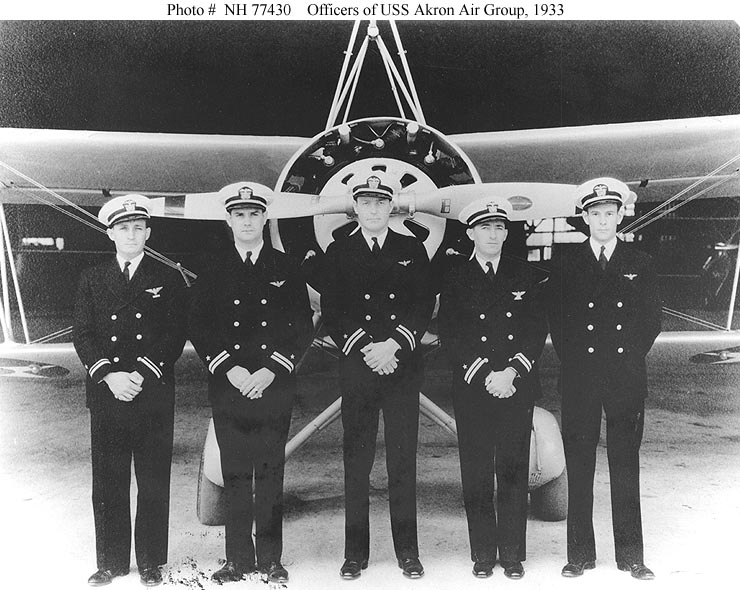
Les lieutenants (junior grade) Robert W. Lawson, Harold B. Miller, Frederick M. Trapnell, Howard L. Young, et Frederick N. Kivette posent devant un chasseur Curtiss F9C-2 Sparrowhawk en 1933, quelque temps après la perte de l'Akron.

### Tests complémentaires en tant que dirigeable porte-avions
En été 1932, l'Akron entra dans une nouvelle phase de sa carrière, avec l'expérimentation poussée du « trapèze » de largage et de récupération, et une flottille embarquée de biplans F9C-2 au complet. Un des éléments clé du succès de cette nouvelle phase de test fut l'arrivée d'un nouvel officier de commandement, le commandeur Alger Dresel.

## Voyage depuis Lakehurst jusqu'à la côte ouest, mai 1932

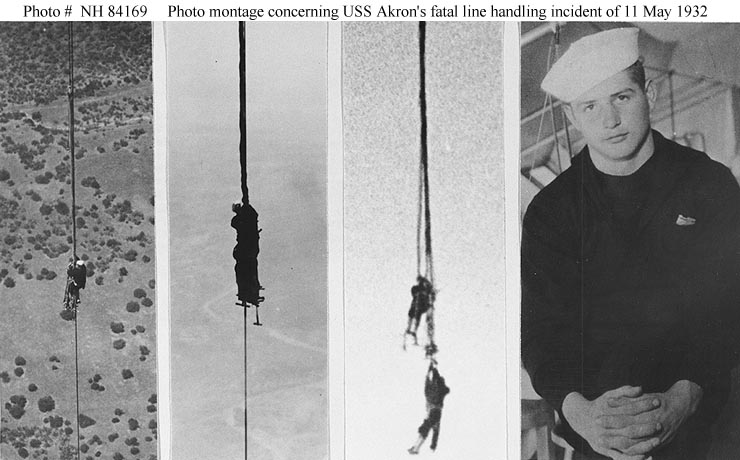
Montage de quatre photos de l'incident durant lequel trois lignes d'amarres ont été tirées en emportant des équipiers, lors du décollage accidentel de l'Akron. Les deux points de vue de gauche montrent le mousse Charles M. Cowart accroché à la ligne pendant que l'équipage du dirigeable le treuille lentement à bord. La photo de droite est celle de Cowart à bord de l'Akron, prise juste après son sauvetage. La troisième image en partant de la gauche montre les marins Nigel Merton Henton et Harold Edsal accrochés à la ligne d'amarre immédiatement après le décollage de l'Akron. Les deux hommes ont fait une chute mortelle immédiatement après que cette photo fut prise.

À la suite de ces vols d'essais réussis, l'Akron quitta Lakehurst le 8 mai 1932, et se dirigea vers la côte ouest des États-Unis. Le dirigeable contourna la côte est de la Georgie et de là, traversa le golfe du Texas et la plaine de l'Arizona.

### L'accident du 11 mai
Cheminant vers sa base de Sunnyvale en Californie, le dirigeable atteignit Camp Keany en Californie le matin du 11 mai, et tenta un atterrissage. C'était une manœuvre à haut risque, car aucun équipier suffisamment formé n'était présent au sol pour recevoir et manipuler l'appareil. Par ailleurs, les équipements nécessaires pour amarrer un dirigeable de la taille de l'Akron n'étaient pas disponibles. Pour finir, la traversée du continent avait allégé l'appareil de près de 40 tonnes de carburant consommés par ses moteurs ce qui rendait sa portance délicate à gérer.
Au moment où le dirigeable commença à évaluer l'aspect critique de ses conditions d'atterrissage, la chaleur des rayons du soleil réchauffa l'enveloppe, produisant une expansion des gaz et donc un accroissement de la portance. Tous ces phénomènes conjugués ont conduit à une phase pendant laquelle l'Akron est devenu totalement ingouvernable.
Son câble d'amarrage fut alors coupé pour éviter une catastrophe et le dirigeable s'envola. La plupart des hommes de l'équipe d'amarrage, et surtout les marins de la station navale de San Diego, lâchèrent leurs lignes. Un homme tenta de rester en l'air avant de se laisser tomber. Il fut victime d'une fracture du bras. Malheureusement trois autres membres d'équipage sont restés accrochés. Deux de ces hommes périrent en chutant. Le troisième, le mousse « Bud » Cowart, s'accrocha désespérément à sa ligne et fut hissé à bord de l'Akron une heure plus tard. Un peu plus tard dans la journée, l'Akron réussit à s'amarrer à Kearny Camp avant de rejoindre Sunnyvale.
Ce tragique accident eut lieu sous les yeux des journalistes d'actualités cinématographiques et de presse écrite. Il fut ainsi intégralement filmé et photographié, puis largement diffusé dans les actualités (voir également photo-montage).

## Vols le long de la côte Ouest
Au cours des semaines qui suivirent, l'Akron montra son pavillon sur la côte ouest, patrouillant jusqu'à l'extrémité nord du territoire des États-Unis, à la frontière du Canada, avant de revenir au sud pour un nouvel exercice avec la flotte d'entrainement. Intégré à la force « verte », lors de cet exercice, l'Akron devait localiser la force « blanche ». On lui avait par ailleurs opposé des hydravions Vought O2U Corsair lancés depuis les navires « ennemis ». Il réussit à localiser ses adversaires en 22 heures.

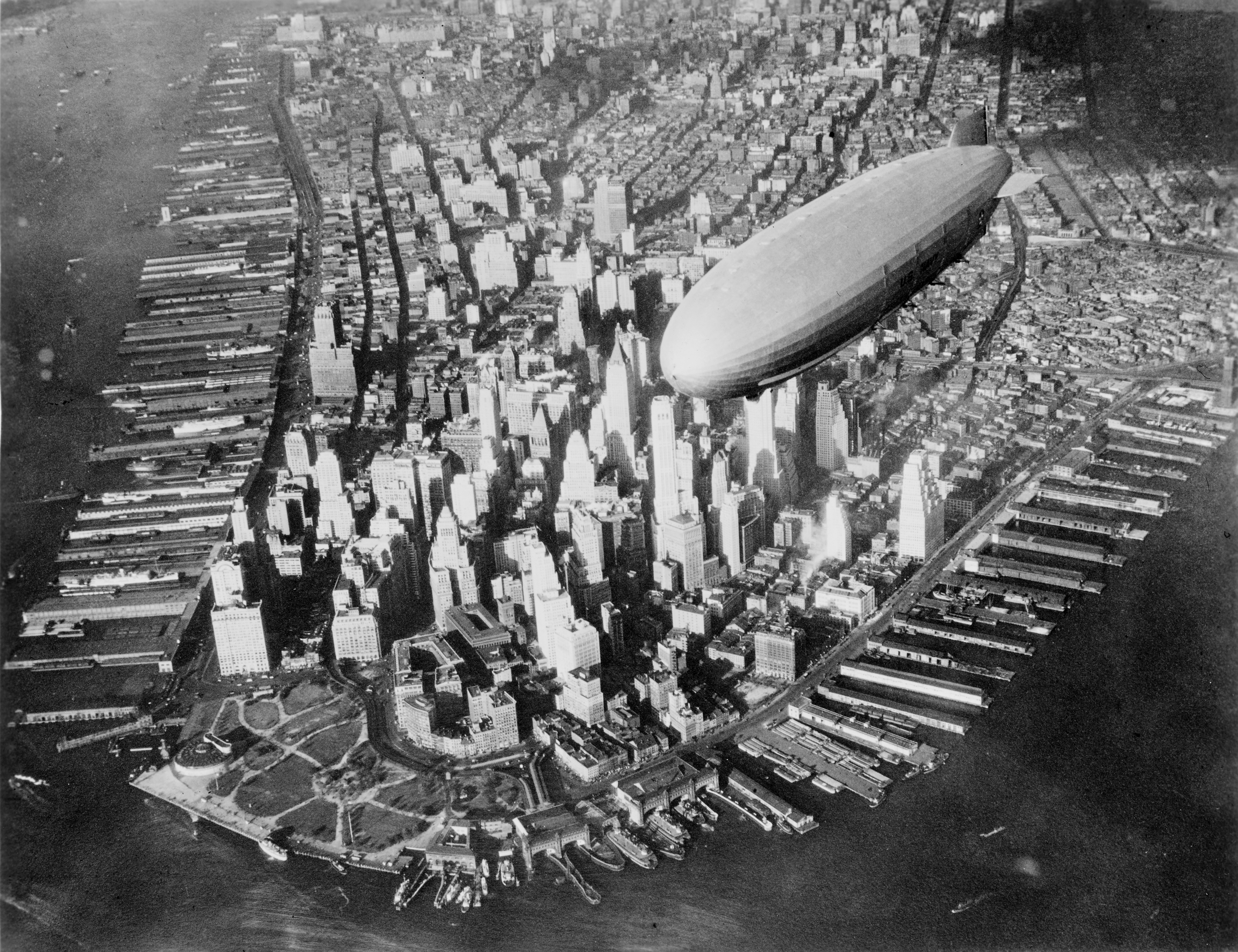
L'Akron en train de survoler le bas Manhattan.

Après cet exercice, ayant besoin de procéder à des réparations, le dirigeable quitta Sunnyvale le 11 juin pour rejoindre Lakehurst. Des conditions météorologiques difficiles rendirent ce voyage de retour délicat. Après un long et harassant voyage, l'appareil arriva à destination le 15 juin.
L'Akron connut postérieurement à son retour de la côte ouest, une période d'alternance de voyages et de réparations.
En juillet il prit part aux recherches du yacht le Curlew, un navire qui n'avait pas rejoint son port de destination à l'issue d'une régate aux Bermudes (le yacht fut retrouvé par la suite au large de Nantucket).
Le dirigeable entreprit ensuite une campagne d'essai des trapèzes pour avions embarqués. Le 20 juillet, l'amiral Moffett embarquait de nouveau dans l'Akron', puis, le lendemain, prenait place dans l'un des biplans N2Y-1 qui le ramenèrent à Lakehurst, après qu'une violente tempête eut empêché son retour à la base à bord du dirigeable.

## Accident du 22 août 1932
Malheureusement, un autre accident perturba la mise au point de l'Akron. Le 22 août, une dérive de l'Akron fut endommagée lors d'une manœuvre de hangar mal conduite. Un ordre prématuré de rotation de l'appareil fut donné alors que ce dernier n'était pas encore prêt. Les dégâts étaient faibles et la réparation fut rapide. Le dirigeable entama alors une série de huit vols au-dessus de l'Atlantique au cours des trois derniers mois de 1932.
Ces opérations ont été l'occasion d'un travail intense avec le trapèze et le biplan F9C-2, ainsi que des exercices de protection des flancs de l'appareil en vol, par un entraînement aux systèmes d'armes embarqués. Parmi les tâches prévues lors de cette campagne, on note le maintien régulier de deux avions de patrouille et de détection en vol, ainsi que des opérations d'exercice de protection aérienne de l'Akron par ses propres avions. Durant une mission de sept heures, le 18 novembre 1932, le dirigeable et un trio d'avions explorèrent un secteur de 100 miles.

## Intégration à la flotte
Après quelques opérations réalisées autour de la base Lakehurst pour le reste de l'année 1932, l'Akron était prêt à réintégrer la flotte. Dans l'après-midi du 3 janvier 1933, le commandant Frank C. McCord aidé du commandant Dresel, officier commandant, et futur commandant de l'USS Macon prit l'appareil en charge. Pendant quelques heures, l'Akron fit route vers le sud, un peu en dessous de la côte est et commença à se rapprocher de la Floride.
Le dirigeable refit ses réserves de carburant à la base navale de ravitaillement de Opa-locka, près de Miami, le 4 janvier. Puis il se rendit à Guantanamo Bay pour une inspection des bases. À cette occasion, l'un de ses N2Y-1 fut utilisé en tant que « taxi » pour transporter des équipes d'inspection et les ramener.
Peu de temps après, l'Akron retourna à Lakehurst pour quelques mouvements locaux qui furent interrompus par deux semaines de révision et de mauvaises conditions météorologiques. Au cours du mois de mars, le dirigeable réalisa une séquence d'entrainement intensif avec son unité aéroportée de F9C-2 : la finalité était d'améliorer les compétences des équipes et des pilotes sur la récupération par le crochet du trapèze. Au cours de ces opérations, il a navigué à Washington, et survolé la capitale, le 4 mars 1933, jour de la prestation de serment de Franklin D. Roosevelt en tant que Président des États-Unis d'Amérique.
Le 11 mars, l'Akron quitta Lakehurst et mit cap vers le Panamá. Le dirigeable fit une brève halte à Opa-Locka avant de rejoindre Balboa. Il conduisit à cet endroit une inspection d'un site en vue de l'établissement possible d'une base aérienne. Au retour, une nouvelle pause à Opa-Locka permit de mener une série d'exercices de tir avec les artilleurs, en utilisant les biplans N2Y-1 en tant que cible. Enfin, le 22 mars le dirigeable s'en retourna vers Lakehurst.

## Naufrage de l'Akronle 3 avril 1933
Dans la soirée du 3 avril 1933, l'Akron quitta son amarrage pour patrouiller le long de la côte de la Nouvelle-Angleterre, avec l'amiral Moffett à son bord. Il était prévu de procéder à l'étalonnage des stations de radio goniomètre. On note lors de cette mission, la présence à bord des officiers suivants : le commandant Cecil B. Harry, l'aide de camp de l'amiral, le commandant Fred T. Berry, commandant du NAS Lakehurst, et le lieutenant-colonel Alfred F. Masury, RSMU (un invité de l'amiral, vice-président de la Mack Truck Co., et ardent promoteur du potentiel des usages civils des dirigeables rigides).
Sur sa route l'Akron rencontra des mauvaises conditions météorologiques. Elles se dégradèrent encore lors du passage du phare de Barnegat dans le New Jersey, à 22 h. Des rafales de vent particulièrement puissantes frappèrent violemment le dirigeable et le mirent en perdition. L'Akron se trouvait alors dans une zone de dépression barométrique par rapport au décollage, ce qui causa probablement un affichage erroné de l'altitude de vol sur la passerelle de navigation. Vers minuit et demi, le 4 avril, l'Akron fut emporté par un courant ascendant, immédiatement suivi d'un courant descendant.
Son capitaine, le commandant Frank C. McCord, ordonna aux machines de fournir la pleine puissance en régime arrière, et le largage du ballast. Le lieutenant commandant Herbert V. Wiley, exécuta l'ordre et largua le ballast d'urgence situé à la proue. Ces manipulations, combinées avec l'action du barreur qui orientait le nez du dirigeable vers le haut provoquèrent un redressement de l'appareil et une rotation de la queue vers le bas. À ce stade le nez du dirigeable était dressé de 12 à 25 degrés. À cet instant, Wiley activa le signal du système téléphonique pour alerter les stations d'atterrissage.
L'ingénieur de vol annonça 800 pieds (soit 240 mètres d'altitude). L'annonce fut suivie d'une rafale de vent de forte intensité. Le barreur signala que la roue ne répondait plus. Les câbles de gouverne des ailerons avaient été arrachés. Alors que la passerelle de pilotage et de commandement se trouvait encore plusieurs dizaines de mètres plus haut (le dirigeable mesurait près de 239 mètres de long), l'arrière de l'Akron heurtait l'eau et était arraché lors du choc. Le ZRS-4 se disloqua rapidement sous l'effet des vagues de l'océan déchaîné, et sombra. On considère que le dirigeable fut détruit par les conséquences d'une erreur d'appréciation : l'appareil ne pouvait soutenir un vol dans des conditions océaniques difficiles tout en affrontant une tempête.
Le navire allemand Phoebus, un tanker naviguant à proximité, déclara avoir vu des lumières plongeant dans l'océan à environ 0 h 23. Le Phoebus se détourna sur tribord, croyant avoir été témoin d'un accident d'avion. À 0 h 55, le 4 avril, le Phoebus récupéra le commandant Wiley, inconscient. La chaloupe mise à l'eau récupéra trois hommes : le chef radio Robert W. Copeland, le quartier maître de deuxième classe Richard E. Deal, et le mécanicien avion de deuxième classe E. Moody Ervin. Malgré une tentative de réanimation par respiration artificielle, Copeland ne reprit jamais conscience et mourut à bord de Phoebus.

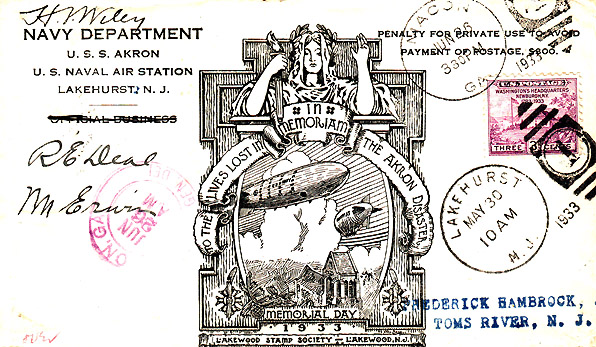
Enveloppe commémorative de l'USS Akron signée par les trois survivants du crash du 3 avril 1933.

Les marins allemands affirmèrent avoir vu quatre ou cinq autres hommes dans l'océan déchaîné. Ils ne surent que leur navire avait par hasard assisté au crash de l'Akron que lorsque le lieutenant-commandant Wiley reprit conscience, une demi-heure après avoir été sauvé. Le Phoebus quadrilla avec acharnement l'océan pendant plus de cinq heures. Mais il ne parvint pas à retrouver plus de survivants. Le dirigeable de la marine J-3 (en) fut envoyé en renfort de recherche, et fut naufragé à son tour, causant une nouvelle perte de deux hommes.
Le navire garde-côte Tucker fut le premier navire américain à arriver sur le site du crash. Il y parvint à 6 heures et prit à son bord les survivants de l'Akron ainsi que le corps de Copeland. Parmi les autres navires qui quadrillèrent la zone, mais sans retrouver d'autre survivant, on note la présence du croiseur lourd USS Portland, du destroyer USS Cole (en), du garde-côte USCGC Mojave (en), et des destroyers de garde-côtes McDougal (en) et Hunt (en). Deux avions des garde-côtes furent également envoyés.
On nota que la plupart des disparitions avaient été causées par la noyade et l'hypothermie. L'équipage n'avait pas été équipé de gilets de sauvetage et il n'avait pas eu le temps de déployer l'unique radeau de sauvetage embarqué. Le bilan final du crash fut de 73 morts, ce qui en fait l'accident aérien le plus meurtrier de cette époque.

### Conséquence du crash
La perte de l'Akron marque le début de la fin des dirigeables au sein de la marine américaine. La perte d'un des éléments les plus précieux de l'état-major de la marine, le contre-amiral Moffet, mort dans le crash avec 72 autres membres d'équipage, accentua encore le ressentiment de la marine envers cette technologie.
Le Président Roosevelt déclara à la suite de ce tragique accident : « La perte de l'Akron avec son équipage d'officiers prestigieux est un désastre national. Je partage le chagrin de la nation, et en particulier celui des épouses et des familles des hommes disparus. Les vaisseaux sont remplaçables, mais le pays ne peut se permettre de perdre des hommes tels que le contre-amiral William A. Moffett et son équipage qui mourut avec lui en se battant, dans la plus pure des traditions de la Marine des États-Unis. »
Le dirigeable subsistant, le Macon, et tous les autres dirigeables furent dotés de gilets de sauvetage en nombre suffisant pour limiter les risques de répétition d'une telle tragédie.